# جيفري روبنسون
جيفري روبنسون (بالإنجليزية: Jeffrey Robinson)‏ (1945)؛ صحفي وروائي أمريكي.